# Walter Siegert (Theologe)
Walter Siegert (* 7. Februar 1926 in Burgweinting; † 14. Januar 2012 in Regensburg) war ein deutscher römisch-katholischer Theologe und Priester.

## Leben
Siegert studierte Theologie in Regensburg und Würzburg und erhielt 1954 die Priesterweihe. Daraufhin war er bis 1963 Kaplan in Viechtach, Weiden und Regensburg, ehe er in den Diözesan-Caritasverband zum Caritassekretär und später zum Diözesan-Caritasdirektor berufen wurde. Er gründete die kirchliche Fachakademie in Regensburg und Weiden sowie zwei Fachschulen für Altenpflege in Landshut und Sulzbach-Rosenberg. 1975 wurde er Vorsitzender der katholischen Akademie für Pflegeberufe in Bayern. Von 1973 bis 1993 war er Vorsitzender der Arbeitsgemeinschaft für öffentliche und freie Wohlfahrtspflege im Regierungsbezirk Oberpfalz. 1981 wurde er zum Vizepräsidenten des Deutschen Caritasverbands gewählt, in dem er auch dem Zentralvorstand und dem Zentralrat angehörte. 1994 wurde er Landes-Caritasdirektor in Bayern. Siegert, der 1988 zum Päpstlichen Ehrenprälat ernannt wurde, gehörte dem Bayerischen Senat von 1994 bis zur Auflösung 1999 an.

## Auszeichnungen
- 1993: Matthäus-Runtinger-Medaille, Stadt Regensburg